# 49. Primetime Emmy-gála
A 49. Primetime Emmy-gála során az 1996 és 1997 között főműsoridőben bemutatott, amerikai televíziós programokat értékelték. A jelölteket az Academy of Television Arts & Sciences választotta ki. A Los Angeles-i Pasadena Civic Auditoriumban tartott ceremóniát a CBS közvetítette 1997. szeptember 14-én. A műsor házigazdája Bryant Gumbel volt. Ez volt a 20. évfordulója annak, hogy a gála beköltözött a Pasadena Civic Auditorium, ahol a 29. Primetime Emmy-gála óta rendezték a ceremóniát.

## Győztesek és jelöltek
A nyertesek félkövérrel jelölve.

### Műsorok
| Legjobb vígjátéksorozat | Legjobb drámasorozat |
| --- | --- |
| - Frasier – A dumagép (NBC) - Űrbalekok (NBC) - The Larry Sanders Show (HBO) - Megőrülök érted (NBC) - Seinfeld (NBC)                                                             | - Esküdt ellenségek (NBC) - Chicago Hope Kórház (CBS) - Vészhelyzet (NBC) - New York rendőrei (ABC) - X-akták (Fox)                                            |
| Legjobb varietésorozat | Legjobb varieté különkiadás |
| - Tracey Takes On... (HBO) - Dennis Miller Live (HBO) - Late Show with David Letterman (CBS) - Politically Incorrect with Bill Maher (ABC) - The Tonight Show with Jay Leno (NBC) | - Chris Rock: Bring the Pain (HBO) - 50. Tony-gála (CBS) - 69. Oscar-gála (ABC) - Bette Midler: Diva Las Vegas (HBO) - George Carlin: 40 Years of Comedy (HBO) |
| Legjobb tévéfilm | Legjobb minisorozat |
| - Miss Evers fiai (HBO) - Bastard Out of Carolina (Showtime) - Gotti (HBO) - Ha a falak beszélni tudnának (HBO) - Esthomály (HBO)                                                 | - Prime Suspect V: Errors of Judgement (PBS) - Hidegvérrel (CBS) - Az utolsó keresztapa (CBS) - Odüsszeusz (NBC) - Ragyogás (ABC)                              |

### Színészek

#### Főszereplők
| Legjobb férfi főszereplő (vígjátéksorozat) | Legjobb női főszereplő (vígjátéksorozat) |
| --- | --- |
| - John Lithgow (Dr. Dick Solomon) - Űrbalekok (NBC) (Epizód: "See Dick Continue to Run") - Michael J. Fox (Mike Flaherty) - Kerge város (ABC) (Epizód: "Prototípus") - Kelsey Grammer (Dr. Frasier Crane) - Frasier – A dumagép (NBC) (Epizód: "Amatőr rádió") - Paul Reiser (Paul Buchman) - Megőrülök érted (NBC) (Epizód: "The Birth") - Garry Shandling (Larry Sanders) - The Larry Sanders Show (HBO) (Epizód: "Everybody Loves Larry") | - Helen Hunt (Jamie Buchman) - Megőrülök érted (NBC) (Epizód: "The Birth") - Ellen DeGeneres (Ellen Morgan) - Ellen (ABC) (Epizód: "The Puppy Episode") - Fran Drescher (Fran Fine) - A dadus (CBS) (Epizód: "The Facts of Lice") - Patricia Richardson (Jill Taylor) - Házi barkács (ABC) (Epizód: "Family Unties") - Cybill Shepherd (Cybill Sheridan) - Cybill (CBS) (Epizód: "In Her Dreams")                                                |
| Legjobb férfi főszereplő (drámasorozat) | Legjobb női főszereplő (drámasorozat) |
| - Dennis Franz (Andy Sipowicz) - New York rendőrei (ABC) (Epizód: "Where's 'Swaldo?") - David Duchovny (Fox Mulder) - X-akták (Fox) (Epizód: "Krumpli-fejecskék") - Anthony Edwards (Mark Greene) - Vészhelyzet (NBC) (Epizód: "Egy gépezet fogaskerekei") - Jimmy Smits (Bobby Simone) - New York rendőrei (ABC) (Epizód: "My Wild Irish Nose") - Sam Waterston (Jack McCoy) - Esküdt ellenségek (NBC) (Epizód: "Mad Dog")                  | - Gillian Anderson (Dr. Dana Scully) - X-akták (Fox) (Epizód: "Emlékezz az elmúlásra") - Roma Downey (Monica) - Angyali érintés (CBS) (Epizód: "Ütközetben eltűnt") - Christine Lahti (Dr. Kate Austin) - Chicago Hope Kórház (CBS) (Epizód: "Back to the Future") - Julianna Margulies (Carol Hathaway) - Vészhelyzet (NBC) (Epizód: "A hosszú út") - Sherry Stringfield (Dr. Susan Lewis) - Vészhelyzet (NBC) (Epizód: "Félelem a repüléstől") |
| Legjobb férfi főszereplő (minisorozat vagy különkiadás) | Legjobb női főszereplő (minisorozat vagy különkiadás) |
| - Armand Assante (John Gotti) - Gotti (HBO) - Beau Bridges (Bill Januson) - Hidden in America (Showtime) - Robert Duvall (Adolf Eichmann) - Az ember, aki elfogta Eichmannt (TNT) - Laurence Fishburne (Caleb Humphries) - Miss Evers fiai (HBO) - Sidney Poitier (Nelson Mandela) - Mandela és de Klerk (Showtime) | - Alfre Woodard (Eunice Evers) - Miss Evers fiai (HBO) - Stockard Channing (Barbara Whitney) - Az égből pottyant család (USA Network) - Glenn Close (Janet) - Esthomály (HBO) - Helen Mirren (Jane Tennison) - Prime Suspect V: Errors of Judgement (PBS) - Meryl Streep (Lori Reimuller) - Sohasem ártok (ABC) |
| Legjobb egyedülálló alakítás varieté vagy zenés műsorban | |
| - Bette Midler - Bette Midler: Diva Las Vegas (HBO) - George Carlin - George Carlin: 40 Years of Comedy (HBO) - Billy Crystal - 69. Oscar-gála (ABC) - Bill Maher - Politically Incorrect with Bill Maher (ABC) - Tracey Ullman - Tracey Takes On... (HBO) | |

#### Mellékszereplők
| Legjobb férfi mellékszereplő (vígjátéksorozat) | Legjobb női mellékszereplő (vígjátéksorozat) |
| --- | --- |
| - Michael Richards (Cosmo Kramer) - Seinfeld (NBC) (Epizód: "The Chicken Roaster") - Jason Alexander (George Costanza) - Seinfeld (NBC) (Epizód: "The Comeback") - David Hyde Pierce (Dr. Niles Crane) - Frasier – A dumagép (NBC) (Epizód: "Mixed Doubles", "Daphne Hates Sherry") - Jeffrey Tambor (Hank Kingsley) - The Larry Sanders Show (HBO) - Rip Torn (Arthur) - The Larry Sanders Show (HBO)                                                                | - Kristen Johnston (Sally Solomon) - Űrbalekok (NBC) (Epizód: "My Mother the Alien", "Fifteen Minutes of Dick") - Christine Baranski (Maryann Thorpe) - Cybill (CBS) - Janeane Garofalo (Paula) - The Larry Sanders Show (HBO) - Lisa Kudrow (Phoebe Buffay) - Jóbarátok (NBC) (Epizód: "A metaforikus csatorna", "Régen volt") - Julia Louis-Dreyfus (Elaine Benes) - Seinfeld (NBC) (Epizód: "The Little Kicks") |
| Legjobb férfi mellékszereplő (drámasorozat) | Legjobb női mellékszereplő (drámasorozat) |
| - Héctor Elizondo (Dr. Phillip Watters) - Chicago Hope Kórház (CBS) (Epizód: "A Time to Kill", "The Son Also Rises") - Adam Arkin (Dr. Aaron Shutt) - Chicago Hope Kórház (CBS) (Epizód: "Missed Conception", "The Son Also Rises") - Eriq La Salle (Peter Benton) - Vészhelyzet (NBC) - Nicholas Turturro (James Martinez) - New York rendőrei (ABC) (Epizód: "Yes, We Have No Cannolis", "Where'd the Van Gogh?") - Noah Wyle (Dr. John Carter) - Vészhelyzet (NBC) | - Kim Delaney (Diane Russell) - New York rendőrei (ABC) (Epizód: "Caulksmanship", "Upstairs, Downstairs") - Laura Innes (Dr. Kerry Weaver) - Vészhelyzet (NBC) - C. C. H. Pounder (Dr. Angela Hicks) - Vészhelyzet (NBC) - Della Reese (Tess) - Angyali érintés (CBS) - Gloria Reuben (Jeanie Boulet) - Vészhelyzet (NBC)                                                                                          |
| Legjobb férfi mellékszereplő (minisorozat vagy különkiadás) | Legjobb női mellékszereplő (minisorozat vagy különkiadás) |
| - Beau Bridges (Jim Farley) - A második polgárháború (HBO) - Obba Babatundé (Willie Johnson) - Miss Evers fiai (HBO) - Michael Caine (Frederik Willem de Klerk) - Mandela és de Klerk (Showtime) - Ossie Davis (Mr. Evers) - Miss Evers fiai (HBO) - Joe Mantegna (Pippi De Lena) - Az utolsó keresztapa (CBS) | - Diana Rigg (Mrs. Danvers) - Rebecca – A Manderley-ház asszonya (PBS) - Kirstie Alley (Rose Marie) - Az utolsó keresztapa (CBS) - Bridget Fonda (Anne) - Esthomály (HBO) - Glenne Headly (Ruth) - Bastard Out of Carolina (Showtime) - Frances McDormand (Gus) - Hidden in America (Showtime) |

### Rendezők
| Legjobb rendező (vígjátéksorozat) | Legjobb rendező (drámasorozat) |
| --- | --- |
| - Frasier – A dumagép (NBC) (Epizód: "Ne bántsátok a beszélő madarat!") – David Lee - Ellen (ABC) (Epizód: "The Puppy Episode") – Gil Junger - The Larry Sanders Show (HBO) (Epizód: "Ellen, Or Isn't She?") – Alan Myerson - The Larry Sanders Show (HBO) (Epizód: "Everybody Loves Larry") – Todd Holland - Seinfeld (NBC) (Epizód: "The Pothole") – Andy Ackerman | - New York rendőrei (ABC) (Epizód: "Where's 'Swaldo?") – Mark Tinker - Vészhelyzet (NBC) (Epizód: "Félelem a repüléstől") – Christopher Chulack - Vészhelyzet (NBC) (Epizód: "Az utolsó kör") – Rod Holcomb - Vészhelyzet (NBC) (Epizód: "A főpályaudvar") – Tom Moore - X-akták (Fox) (Epizód: "Egy láncdohányos visszaemlékezései") – James Wong |
| Legjobb rendező (varietésorozat vagy különkiadás) | Legjobb rendező (minisorozat vagy különkiadás) |
| - 1996. évi nyári olimpiai játékok: Nyitóceremónia (NBC) – Don Mischer - 69. Oscar-gála (ABC) – Louis J. Horvitz - Bette Midler: Diva Las Vegas (HBO) – Marty Callner - The Tonight Show with Jay Leno (NBC) – Ellen Brown - Tracey Takes On... (HBO) – Thomas Schlamme                                                                                              | - Odüsszeusz (NBC) – Andrej Koncsalovszkij - Bastard Out of Carolina (Showtime) – Anjelica Huston - Az évszázad bűnesete (A Lindbergh bébi elrablása) (HBO) – Mark Rydell - Gotti (HBO) – Robert Harmon - Esthomály (HBO) – Christopher Reeve |

### Legjobb forgatókönyv
| Legjobb forgatókönyv (vígjátéksorozat) | Legjobb forgatókönyv (drámasorozat) |
| --- | --- |
| - Ellen (ABC) (Epizód: "The Puppy Episode") – Ellen DeGeneres, Mark Driscoll, Dava Savel, Tracy Newman, Jonathan Stark - The Larry Sanders Show (HBO) (Epizód: "Ellen, or Isn't She?") – Garry Shandling, Judd Apatow, John Markus - The Larry Sanders Show (HBO) (Epizód: "Everybody Loves Larry") – Jon Vitti - The Larry Sanders Show (HBO) (Epizód: "My Name is Asher Kingsley") – Peter Tolan - Seinfeld (NBC) (Epizód: "The Yada Yada") – Peter Mehlman, Jill Franklyn | - New York rendőrei (ABC) (Epizód: "Where's 'Swaldo?") – Stephen Gaghan, Michael R. Perry, David Milch - Vészhelyzet (NBC) (Epizód: "Hittel, meggyőződéssel") – John Wells - Vészhelyzet (NBC) (Epizód: "Kinek a vakbele van soron?") – Neal Baer - New York rendőrei (ABC) (Epizód: "Taillight's Last Gleaming") – David Mills - X-akták (Fox) (Epizód: "Memento Mori") – Chris Carter, Vince Gilligan, John Shiban, Frank Spotnitz |
| Legjobb forgatókönyv (varietésorozat vagy különkiadás) | Legjobb forgatókönyv (minisorozat vagy különkiadás) |
| - Chris Rock: Bring the Pain (HBO) - Dennis Miller Live (HBO) - Late Night with Conan O'Brien 3rd Anniversary Show (NBC) - Late Show with David Letterman (CBS) - Politically Incorrect with Bill Maher (ABC) - Tracey Takes On... (HBO) (Epizód: "Vegas" | - Old Man (CBS) – Horton Foote - Az évszázad bűnesete (A Lindbergh bébi elrablása) (HBO) – William Nicholson - Gotti (HBO) – Steve Shagan - Miss Evers fiai (HBO) – Walter Bernstein - A tömegpusztítás fegyverei (HBO) – Larry Gelbart |

## Fordítás
- Ez a szócikk részben vagy egészben  a(z)   49th Primetime Emmy Awards című angol Wikipédia-szócikk fordításán alapul.  Az eredeti cikk szerkesztőit annak laptörténete sorolja fel. Ez a jelzés csupán a megfogalmazás eredetét és a szerzői jogokat jelzi, nem szolgál a cikkben szereplő információk forrásmegjelöléseként.